# 347. Infanterie-Division (Wehrmacht)
Die 347. Infanterie-Division war eine deutsche Infanteriedivision im Zweiten Weltkrieg. Die Division wurde am 3. Oktober 1942 in den Niederlanden mit zwei Regimentern der Festungsinfanterie aufgestellt. Sie wurde im darauffolgenden Monat an die Küste bei Amsterdam verlegt und ihre beiden ursprünglichen Regimenter erhielten später jeweils ein Infanteriebataillon mit freiwilligen Soldaten aus Turkestan und dem Kaukasus. Hier blieb es mehrere Monate lang bis nach der Invasion der Normandie. Unter dem Kommando von Generalleutnant Wolf-Günther Trierenberg wurde die Division nach Frankreich verlegt, um die Heeresgruppe B zu verstärken, die an den Kämpfen in der Normandie beteiligt war. Sie zog sich dann allmählich nach Belgien zurück. Sie war dann an den Kämpfen entlang der Siegfried Line beteiligt. Bis September wurde sie auf die Stärke einer Kampfgruppe reduziert. Sie erhielt im darauf folgenden Monat Verstärkung in Form von Ausbildungsbataillonen der 526. Reserve-Division. Auch das 880. Infanterieregiment wurde der Division zugeteilt. Sie wird weiterhin an der Westfront eingesetzt, unter anderem in der Schlacht im Hürtgenwald. Anschließend war die Division an der Verteidigung von Saarbrücken beteiligt. Im März 1945 übernahm ein neuer Divisionskommandeur, Generalleutnant Maximilian Siry, das Kommando von Trierenberg. Im März 1945 wurde die 347. Infanterie-Division im Raum Germersheim vernichtet. Bereits am 10. April geriet Divisionskommandeur Siry in eine Falle und musste sich den alliierten Truppen ergeben. Trierenberg übernahm wieder das Kommando über die Division, die sich nun in Thüringen befand. Am  7. Mai 1945 wurden die Reste 347. Infanterie-Division in 347. Volksgrenadier-Division umbenannt und eine Zuführung von neuen Kräften und ein Neuaufbau der Division angeordnet. Mit dem Kriegsende, einen Tag später endete dieser Versuch.

## Befehlshaber
- Generalleutnant Friedrich Bayer (27. September 1942 – 11. Oktober 1943)
- Generalleutnant Karl Böttcher (12. Oktober – 7. Dezember 1943)
- Generalleutnant Wolf Trierenberg (8. Dezember 1943 – März 1945; April – Mai 1945)
- Generalleutnant Maximilian Siry (März 1945)